# Zero a Zero - Una sfida in musica
Zero a Zero - Una sfida in musica è il trentatreesimo tour del cantautore italiano Renato Zero. Si è svolto nei palasport di 10 città italiane, dal 7 marzo al 4 maggio 2023, per un totale di 24 spettacoli.

## Lo spettacolo
Il concerto, suddiviso in due tempi, ricalca in parte il precedente evento 070, svoltosi cinque mesi prima al Circo Massimo in Roma. Il concept dello spettacolo si basa sull'eterna sfida interiore del cantautore, personificata in due immaginari contendenti da lui stesso interpretati, Renato (la persona) e Zero (l'artista).
Tale contrapposizione avviene in diversi parlati e altrettanti video-dialoghi (quest'ultimi registrati e trasmessi ad intervallo tra le canzoni eseguite dal vivo), ed è anche simboleggiata attraverso i costumi portati in scena, sostanzialmente di due colori, seppur alternati in diverse fantasie: il nero (in rappresentanza di Renato) e il bianco (Zero).
Mi manca l'aria, quella spinta necessaria a farmi sentire vivo e partecipe.

Molti che svolgono il mio stesso ruolo, hanno spesso a che fare con datori di lavoro che sottovalutano questo arduo e delicato impegno: quello di un alter ego che supplisca alle disattenzioni, alle incertezze, alle fragilità degli uomini.
Sono ormai trascorsi svariati anni dalla mia chiamata alle armi, e prima o poi, con molto tatto e discrezione, lascerò questi camerini e il mio stravagante Renato. Che prosegua pure il suo percorso da solo, lui sa badare a se stesso.

Mi raccomando, non viziatelo. Applaudite solo se se lo sarà meritato. Ma cantatelo, cantatelo tanto! 

Perché in quelle note e in quelle parole, ci siete voi: il vostro dolore, la vostra gioia, gli abbracci e gli addi.

Ma soprattutto... i migliori anni della nostra vita.»
(Zero, rivolgendosi al pubblico nel penultimo contributo video, sulle note di Arrendermi mai)
Il suddetto monologo fa da introduzione a I migliori anni della nostra vita, eseguita mentre sul ledwall compare una sequenza di palloncini rossi, con ciascuno un anno scritto all'interno, che scorrono su sfondo nero in ordine cronologico, dall'anno di nascita del cantante (1950) all'anno corrente del tour (2023). Dalla tappa di Bologna in poi, il brano è parzialmente cantato dal vivo, in coda ad una cover realizzata dall'Emilcoro (coro emiliano composto dai dipendenti di Emil Banca) e trasmessa in video.
Subito dopo viene presentato il brano inedito Zero a Zero, composto per l'occasione e cantato da Zero nel doppio ruolo dei suddetti personaggi, in duetto virtuale tra loro (l'uno dal vivo - Renato - e l'altro - Zero - mediante video), a cui segue l'ultimo contributo video, nel quale Zero è attorniato da alcuni dei suoi costumi più famosi:
Potrà finalmente andare dove vuole, niente e nessuno potrà arrestare la sua forza, il suo entusiasmo di esistere. La ragione ha sconfitto la mediocrità, un'altra battaglia è vinta!
Non puoi chiederlo a me, io sono la tua povera coscienza, non ricordi? 
Io esisterò se tu esisterai. Un giorno sarò fiera di te, perchè ho imparato a crederti, a fidarmi della tua forza.
C'è ancora tanta strada da fare, la faremo insieme, così finalmente saprai chi sei.

Guarda, guarda in alto... è tutto scritto nel cielo!»
(La coscienza di Zero, mentre si rivolge a Renato nell'ultimo contributo video, sulle note di Oltre la vita)
Nell'ultimo brano in scaletta, la celebre Il cielo, il cantautore indossa un abito composto da entrambi i colori, verticalmente diviso in bianco e nero, volto a significare come il confronto tra le sue due ''anime'' termini con un pareggio (lo Zero a Zero che dà il titolo alla tournée, per l'appunto), ovvero una naturale coesistenza tra il lato pubblico e quello privato.
Lo spettacolo si conclude con i consueti titoli di coda, trasmessi in video, accompagnati dapprima dal brano Quel bellissimo niente, successivamente sostituito da Fortunato.

## Date
| #  | Giorno         | Città      | Luogo                |
| -- | -------------- | ---------- | -------------------- |
| 1  | 7 marzo 2023   | Firenze    | Nelson Mandela Forum |
| 2  | 8 marzo 2023   | Firenze    | Nelson Mandela Forum |
| 3  | 10 marzo 2023  | Firenze    | Nelson Mandela Forum |
| 4  | 11 marzo 2023  | Firenze    | Nelson Mandela Forum |
| 5  | 14 marzo 2023  | Conegliano | Zoppas Arena         |
| 6  | 17 marzo 2023  | Torino     | PalaAlpitour         |
| 7  | 18 marzo 2023  | Torino     | PalaAlpitour         |
| 8  | 21 marzo 2023  | Mantova    | Grana Padano Arena   |
| 9  | 22 marzo 2023  | Mantova    | Grana Padano Arena   |
| 10 | 25 marzo 2023  | Bologna    | Unipol Arena         |
| 11 | 26 marzo 2023  | Bologna    | Unipol Arena         |
| 12 | 7 aprile 2023  | Pesaro     | Vitifrigo Arena      |
| 13 | 11 aprile 2023 | Milano     | Mediolanum Forum     |
| 14 | 12 aprile 2023 | Milano     | Mediolanum Forum     |
| 15 | 15 aprile 2023 | Milano     | Mediolanum Forum     |
| 16 | 18 aprile 2023 | Livorno    | Modigliani Forum     |
| 17 | 19 aprile 2023 | Livorno    | Modigliani Forum     |
| 18 | 22 aprile 2023 | Eboli      | PalaSele             |
| 19 | 23 aprile 2023 | Eboli      | PalaSele             |
| 20 | 28 aprile 2023 | Roma       | Palazzo dello Sport  |
| 21 | 29 aprile 2023 | Roma       | Palazzo dello Sport  |
| 22 | 30 aprile 2023 | Roma       | Palazzo dello Sport  |
| 23 | 3 maggio 2023  | Roma       | Palazzo dello Sport  |
| 24 | 4 maggio 2023  | Roma       | Palazzo dello Sport  |

## Scalette
Di seguito sono riportate le specifiche scalette, con annesse variazioni, di tutte le tappe del tour. Ogni concerto è inframezzato da un intervallo di 15 minuti.

### Firenze

#### Primo tempo
1. Overture
2. Quel bellissimo niente
3. Io uguale io
4. Vivo
5. Niente trucco stasera
6. Svegliatevi poeti
7. Troppi cantanti pochi contanti
8. Marciapiedi
9. Morire qui
10. Spiagge
11. Ufficio reclami
12. Nei giardini che nessuno sa
13. Fortuna
14. Mentre aspetto che ritorni (eseguito solo il 7 marzo)
15. Più su
16. Scegli adesso oppure mai (video)
17. Fortunato (non eseguito l'11 marzo)

#### Secondo tempo
1. Matti (video)
2. La favola mia
3. A braccia aperte
4. Magari
5. Rivoluzione
6. Fammi sognare almeno tu
7. Un po’ d’azzurro (video)
8. Medley:
  1. Singoli
  2. Segreto amore
  3. Oltre ogni limite
  4. Sorridere sempre
9. Vizi e desideri
10. Medley:
  1. Siamo eroi
  2. Artisti
  3. Sogni di latta
  4. Dimmi chi dorme accanto a me
11. Sesso o esse (eseguito solo il 7 marzo)
12. Amico (eseguito dopo Un po' d'azzurro il 7 marzo)
13. Cercami
14. I migliori anni della nostra vita
15. Zero a Zero
16. Il cielo

### Conegliano, Torino, Mantova, Bologna, Pesaro

#### Primo tempo
1. Overture
2. Quel bellissimo niente
3. Io uguale io (eseguito dopo Vivo il 7 aprile a Pesaro)
4. Vivo
5. Niente trucco stasera
6. Svegliatevi poeti
7. Troppi cantanti pochi contanti
8. Marciapiedi
9. Morire qui
10. Spiagge
11. Ufficio reclami
12. Nei giardini che nessuno sa
13. Fortuna
14. Più su
15. Scegli adesso oppure mai (video)

#### Secondo tempo
1. Matti (video)
2. La favola mia
3. A braccia aperte
4. Magari
5. Rivoluzione
6. Fammi sognare almeno tu
7. Un po’ d’azzurro (video)
8. Medley:
  1. Singoli
  2. Segreto amore
  3. Oltre ogni limite
  4. Sorridere sempre
9. Vizi e desideri
10. Medley:
  1. Siamo eroi
  2. Artisti
  3. Sogni di latta
  4. Dimmi chi dorme accanto a me
11. Amico
12. Cercami
13. I migliori anni della nostra vita[1]
14. Zero a Zero
15. Il cielo

### Milano

#### Primo tempo
1. Overture
2. Quel bellissimo niente
3. Vivo
4. Io uguale io
5. Svegliatevi poeti
6. Troppi cantanti pochi contanti
7. Ed io ti seguirò (eseguito solo il 12 aprile)
8. Via dei Martiri
9. Medley:
  1. Siamo eroi
  2. Artisti
  3. Sogni di latta
  4. Dimmi chi dorme accanto a me
10. Spiagge
11. Ufficio reclami
12. Marciapiedi
13. Nei giardini che nessuno sa
14. Fortuna
15. Più su
16. Scegli adesso oppure mai (video)

#### Secondo tempo
1. Matti (video)
2. La favola mia
3. A braccia aperte
4. Magari
5. Rivoluzione
6. Medley (non eseguito l'11 aprile):
  1. Singoli
  2. Segreto amore
  3. Oltre ogni limite
  4. Sorridere sempre
7. Un po’ d’azzurro (video)
8. Vizi e desideri
9. Triangolo (eseguito il 12 e 15 aprile, cantato dal coro Wacciuwari)
10. Potrebbe essere Dio
11. Amico
12. Cercami
13. I migliori anni della nostra vita (video + reprise dal vivo)
14. Zero a Zero
15. Il cielo
16. Fortunato (video - titoli di coda)

### Livorno, Eboli, Roma

#### Primo tempo
1. Overture
2. Quel bellissimo niente
3. Vivo
4. Io uguale io
5. Svegliatevi poeti
6. Troppi cantanti pochi contanti
7. Via dei Martiri
8. Medley:
  1. Siamo eroi
  2. Artisti
  3. Sogni di latta
  4. Dimmi chi dorme accanto a me
9. Spiagge
10. Ufficio reclami
11. Marciapiedi (eseguito nel secondo tempo, dopo Rivoluzione, il 29 e 30 aprile)
12. Nei giardini che nessuno sa
13. Fortuna
14. Più su
15. Scegli adesso oppure mai (video)

#### Secondo tempo
1. Matti (video)
2. La favola mia
3. A braccia aperte
4. Magari
5. Rivoluzione
6. Inventi (non eseguito il 29, 30 aprile e 4 maggio)
7. Un po’ d’azzurro (video)
8. Vizi e desideri
9. Triangolo (eseguito dal coro Wacciuwari)
10. Potrebbe essere Dio
11. Amico
12. Cercami
13. I migliori anni della nostra vita (video + reprise dal vivo)
14. Zero a Zero
15. Il cielo
16. Fortunato (video - titoli di coda)

## Ospiti
- Marco Masini (Firenze, 8 marzo):

1. T’innamorerai

- Ornella Vanoni (Milano, 15 aprile):

1. Inventi (con Renato Zero)

- Giacomo Voli (Roma, 3 maggio):

1. Inventi (con Renato Zero)

- Sonia Mosca (Roma, 4 maggio):

1. Almeno tu nell’universo

## Formazione
Zero è accompagnato sul palco dalla band di 7 musicisti, dagli 8 elementi del coro Wacciuwari e da un corpo di ballo di 12 elementi.

### Band
- Danilo Madonia - direzione musicale, pianoforte e tastiere
- Lele Melotti - batteria
- Lorenzo Poli - basso
- Fabrizio Leo - chitarre
- Giorgio Cocilovo - chitarre
- Bruno Giordana - tastiere e sax
- Rosario Jermano - percussioni

### Orchestra
Il contributo dell'Orchestra Filarmonica della Franciacorta, diretta dal maestro Adriano Pennino, è pre-registrato e aggiunto in modalità virtuale sul ledwall che funge da fondale, in modo analogo a quanto accaduto in Zero il Folle in Tour (2019).

### CoroWacciuwari
- Silvia Aprile
- Serena Caporale
- Serena Carta Mantilla
- Andrea D'Alessio
- Antonio Granato
- Frankie Lovecchio
- Yuri Magliolo
- Marica Ranno
- Zoe Ranno
- Riccardo Rinaudo

Nel coro è assente Claudia Arvati, scomparsa prematuramente, facente parte dei Wacciuwari nei precedenti due tour di Zero. A lei l'artista dedica un'immagine sul ledwall in attesa dell'inizio del concerto, corredata dalla didascalia ''Claudia Arvati... la tua voce sarà sempre più forte del silenzio''.

### Corpo di ballo
Il corpo di ballo, con le coreografie di Kristian Cellini, è composto dai seguenti 12 ballerini:
- Sofia Bartoli
- Francesca Bosco
- Giulia Bresciani
- Christian Corsi
- Anthony Dezio
- Filippo Grande
- Andrea Pacifici
- Sabrina Perreon
- Sara Soares
- Alessandro Trazzera
- Ivan Trimarchi
- Sofia Zanetti

È presente nei brani Io uguale io, Troppi cantanti pochi contanti, Ufficio reclami, Scegli adesso oppure mai, Matti, Magari, Un po' d'azzurro, Vizi e desideri, Il cielo.